# Jan Pediazym
Jan Pediazym również Pediasimos – filolog bizantyński z przełomu XII i XIII wieku.
Jan Pediazym żył na przełomie XII i XIII wieku. Był diakonem i chartofylaksem. Zaznaczył się na polu filologii jako autor komentarzy do Tarczy i Teogonii Hezjoda oraz Syryngi Teokryta. Komentował również pisma Arystotelesa.